# Resolució 2266 del Consell de Seguretat de les Nacions Unides
La Resolució 2266 del Consell de Seguretat de les Nacions Unides, fou adoptada per unanimitat el 24 de febrer de 2016. El Consell va ampliar les sancions contra Iemen per un any fins al 26 de febrer de 2017.

## Contingut
La violència al Iemen continuava. Parts del país era en mans d'Al Qaeda, i Estat islàmic també estava en expansió. La crisi humanitària que patia la població va empitjorar, i l'ajuda humanitària era obstaculitzada.
Les sancions específiques, que consistien en la congelació dels saldos bancaris, les prohibicions de viatge i un embargament d'armes, es van ampliar fins al 26 de febrer de 2017. El mandat del grup d'experts que supervisava el compliment es va ampliar fins al 27 de març de 2017. Era de gran importància que es complissin les sancions i els països veïns del Iemen hi jugaven un paper clau.